# أمل ألانا
أمل ألانا (وُلدت في 14 سبتمبر 1947) هي مخرجة مسرحية ومصممة مناظر وأزياء هندية، وتشغل حاليًا فترتها الثانية على التوالي كرئيسة للمدرسة الوطنية للدراما، وهي المعهد الرائد في الهند لتدريب المسرح. كما تدير أكاديمية الفن الدرامي والتصميم (دادا) في نيودلهي مع زوجها نصار ألانا، والتي شاركا في تأسيسها عام 2000.
كمخرجة مسرحية، أخرجت أكثر من 55 مسرحية باللغة الهندية، من أبرزها: «آدهي آدهوري» (موهان راكيش)، «خاموش، أَدالات جاري هاي» (اقتباس فيجاي تيندولكار لقصة قصيرة تعود لعام 1956 بعنوان «دي بانه» (الفخ) لفرِدريش ديرنمات)، «آشاد كا إك دين» (موهان راكيش)، «تغلق» و«هايافادانا» (كلاهما لجيريش كارناد)، «مها بوج» (مانو بهانداري) (1982)، «الملك لير»، «هِمّت ماي» (الأم الشجاعة)، «ناتي بينوديني» (2006)، و«بيغوم بارفي» (ساتيش أليكار). وقد عُرفت العديد من هذه الأعمال بأنها وضعت اتجاهات جديدة في المسرح الهندي.
في عام 1998، مُنحت جائزة الأكاديمية الوطنية للموسيقى والرقص والدراما في الإخراج، التي تقدمها أكاديمية سانجيت ناتاك في الهند.

## نشأتها وتعليمها
وُلدت عام 1947 في مومباي لأبراهيم حمد القاضي وهو مخرج مسرحي بارز وأول مدير للمدرسة الوطنية للدراما. كان والدها من أصول عربية (سعودية وكويتية)، أما والدتها روشان القاضي فتنتمي إلى طائفة الإسماعيليين الكوجا الغجراتية، وكانت تصمم الأزياء لمعظم مسرحيات زوجها. كان والدها واحدًا من تسعة إخوة، وفي عام 1947 هاجر أقارب والدها إلى باكستان بينما بقي هو في الهند. نشأت أمل في منزل غارق في أجواء المسرح، تشرف عليه جدتها الملتزمة بأفكار المهاتما غاندي، ويتردد عليه الفنانون والكتّاب وشخصيات المسرح. كان منزلهم مكانًا يتدرب فيه والدها على معظم أعماله المسرحية. ومن اللافت أن المخرج المسرحي أليك بادمسي هو خالها من جهة الأم، وأخوها فيصل القاضي أيضًا مخرج مسرحي. بعد إنهاء دراستها المدرسية، لم تلتحق بالجامعة بل انضمت مباشرة إلى المدرسة الوطنية للدراما في دلهي، حيث لم يكن التخرج من الجامعة شرطًا حينها. درست هناك على يد والدها وتخرجت عام 1968 بتخصص الإخراج، وفازت بجائزة جيريش غوش لأفضل مخرج، وجائزة بهارات بوروشكار لأفضل طالبة متكاملة.
في عام 1969، حصلت على منحة من حكومة ألمانيا الشرقية السابقة لدراسة أعمال برتولت بريخت، مما أتاح لها تدريبًا عمليًا لمدة عامين في «الفرقة البيرلينية»، والمسرح الوطني في فايمار، و«فولكس بونه»، و«المسرح الألماني» في ألمانيا الشرقية. انضمت بذلك إلى جيل من المسرحيين الهنود الذين أتيح لهم التعرف مباشرة على مسرح بريخت في «الفرقة البيرلينية»، مثل حبيب تَنفير وفيجايا ميهتا وبي. إل. ديشباندي، وكان لهذا تأثير عميق على أعمالها لاحقًا، حيث قالت: «كنت أنظر إلى المسرح الهندي كغريبة، والمسرح الإقليمي كخارجة عنه. دراستي في ألمانيا الشرقية ساعدتني على الربط بين الأمور. بريخت ساعدني على فهم المسرح الهندي بموضوعية وتحليلية». كما قضت وقتًا في دراسة مسرحي الكابوكي والنو في اليابان.

## مسيرتها الفنية
بعد عودتها من ألمانيا، كان من أوائل أعمالها مسرحية «تين تاكّه كا سوانغ» (1970) باللغة الأردية مع الممثلة سورخا سيكري، والمستوحاة من «أوبرا البنسات الثلاثة» لبريخت، والتي أخرجتها بالاشتراك مع فريتس بينفيتز لفرقة المدرسة الوطنية للدراما في دلهي.
بدأ تعاونها مع زوجها نصار ألانا عام 1971، عندما كانت تتدرب على أول عمل مسرحي منفرد لها كمخرجة، وهو «الإنسان إنسان» لبريخت في كلية سانت كزافييه بمومباي. كان نصار حينها يدرس الطب، لكنه كان معجبًا ببريخت وكاسبر نِهر (مصمم المناظر النمساوي-الألماني)، فتطوع لتصميم المناظر المسرحية. مع تولي نصار الجانب التقني، قدما أكثر من 55 عملًا مسرحيًا من خلال فرقهم المختلفة. أسسا أولًا فرقة «ذا ووركشوب» في بومباي (1972–1975)، ثم بعد انتقالهما إلى دلهي أسسا «ستوديو 1» (1977–1985)، وفي عام 1985 أسسا «جمعية المسرح والتلفزيون».
عملت بعد ذلك أستاذة في قسم المسرح الهندي بجامعة البنجاب في تشانديغار، حيث تولت رئاسته بين عامي 1977 و1978. خلال هذه الفترة، أخرجت أعمالًا بارزة منها «الاستثناء والقاعدة» لبريخت، التي شارك فيها الشاعرة البنجابية مانجيت تِوانا والممثلان أنوبام خير وأنيتا كانوار، بالإضافة إلى «أوبرا البنسات الثلاثة».
كان أول عمل كبير لها عام 1976 عندما أخرجت «آدهي آدهوري» لموهان راكيش مع فرقة المدرسة الوطنية للدراما وبطولة ثلاثة ممثلين تدربوا على يد والدها، وهم سورخا سيكري، أوتّارا باوكار، ومانوهار سينغ، الذين عملت معهم في أعمال أخرى بارزة مثل «هِمّت ماي» (1993) المقتبسة من «الأم الشجاعة وأبناؤها» لبريخت، و«ناجاماندالا» لجيريش كارناد، و«بيغوم بارفي» لساتيش أليكار. ومن أعمالها الأخرى «بيرجيس قدَر كا كونبا» (1980) المقتبسة من «منزل برناردا ألبا» لفيدريكو غارثيا لوركا، و«آشاد كا إك دين» (1981) (موهان راكيش)، و«مها بوج» (1982) لمانو بهانداري، و«أورات بهالي رامكالي» (1984) المقتبسة من «الإنسان الطيب من سيتشوان» لبريخت، و«راجا جَسوانت سينغ» (1989) المقتبسة من «الملك لير» لشكسبير، و«تشار تشوغي» لبرشانت دالفي، و«سوناتا» لماهيش إلكونشوار، و«إيرنديرا البريئة وجدتها القاسية» المقتبسة من قصة لغابرييل غارسيا ماركيز والمعدّة لتجري أحداثها في راجستان. كما أخرجت أعمالًا تلفزيونية مثل «آدهي آدهوري»، و«بيغوم بارفي»، و«أطفئوا الأنوار» لمنجولا بادمانابهان، و«تشار تشوغي»، و«تين تاكّه كا سوانغ». ويُعدّ «ناتي بينوديني» (2006) أبرز أعمالها، وهو مأخوذ عن السيرة الذاتية للممثلة البنغالية بينوديني داسي، التي كانت في بدايات القرن العشرين من شهيرات المسرح بعد أن تركت حياة الغناء. استغرقت أمل عامين من البحث قبل إخراج المسرحية، وقد وصفها الناقد المسرحي روميش تشاندر بأنها «أفضل أعمالها حتى الآن». وفي عام 1990 أخرجت أيضًا «ملا نصير الدين» عن حياة جحا.
في 18 مارس 1999 افتتح أول مهرجان مسرحي هندي شامل «بهارات رانغ ماهوتساف» في نيودلهي بعرض مسرحية «ناجاماندالا» لجيريش كارناد التي أخرجتها. أسست أكاديمية الفن الدرامي والتصميم (دادا) في قرية خيركي بنيودلهي مع زوجها نصار ألانا، وهو مصمم مناظر وإضاءة مسرحية. وهي اليوم رئيسة قسم التمثيل هناك، بينما نصار هو المدير. في عام 2008 بدأت الأكاديمية تنظيم «مهرجان إبسن في دلهي» لمدة 10 أيام، تضمن أعمالًا أخرجها راتان ثيام، وأنورادا كابور، ونيلام مانسينغ. وفي عام 2009 تضمن المهرجان أربعة عروض دولية من الصين وإيران ومصر وهولندا، إلى جانب أعمال لهنريك إبسن أخرجها شانْتانو بوز، وجيوتيش إم. جي.، ونيـراج كابي، وزليخة شودري، فيما جمعت مسرحية أمل «ميتروبوليس» بين الشخصيات النسائية الرئيسية في ثلاث مسرحيات لإبسن («بيت الدمية»، و«روسمرسهولم»، و«هيدا جابلر») في رؤية عصرية تدور أحداثها في مومباي المعاصرة على خلفية أحداث هجمات 26/11 الإرهابية.
كما عملت في تصميم المناظر في فيلم «غاندي» لريتشارد أتينبورو (1982)، ومصممة أزياء في فيلم «سارانش» لماهيش بهات (1984).

## المؤلفات
ألانا مؤلفة كتاب «ابراهيم القاضي: القبض على الزمن»، وهو سيرة والدها.

## الحياة الشخصية
تزوجت من نصار ألانا، الذي التقت به لأول مرة وهي في سن 15 في فرقة والدها المسرحية. ورغم أن نصار طبيب بالمهنة، فإنه يعمل في تصميم المناظر والإضاءة المسرحية وشارك في معظم أعمالها، وهو أيضًا مدير أكاديمية الفن الدرامي والتصميم (دادا) التي أسساها عام 2000 في دلهي. ابنتهما زليخة تشودري مخرجة مسرحية أيضًا.
توفيت والدتها روشان القاضي عام 2007، وبعد عام نُشرت كتابان بعنوان «الأزياء الهندية القديمة» و«الأزياء الهندية في العصور الوسطى»، استنادًا إلى أبحاثها عن الأزياء في التاريخ الهندي، وأصدرتها أمل ووالدها ابراهيم في معرض «آرت هيريتاج» الذي أسسه والدها ووالدتها معًا.